# Allmaniella
Allmaniella är ett släkte av ringmaskar som beskrevs av M'Intosh 1885. Allmaniella ingår i familjen Polynoidae.
Kladogram enligt Catalogue of Life och Dyntaxa:
| Allmaniella | \| \| Allmaniella arafurensis \| \| \| \| \| \| Allmaniella setubalensis \| \| \| \| |
|             | \| \| Allmaniella arafurensis \| \| \| \| \| \| Allmaniella setubalensis \| \| \| \| |
|             | Allmaniella arafurensis                                                              |
|             |                                                                                      |
|             | Allmaniella setubalensis                                                             |
|             |                                                                                      |